# ベジラジオ
みんなのよい食プロジェクト presents ベジラジオは、2010年4月から2013年3月までTOKYO FMで放送されていたラジオ番組。“食”をテーマにしている。パーソナリティは石川實。

## 放送時間
- 現在：毎週土曜 7:30 - 7:55
- 2011年10月以降（JFN系38局）：毎週日曜 12:00 - 12:25[1]
- 2011年10月以前（1都6県のみ）：毎週土曜 7:00 - [1]